# 2009-es magyar tekebajnokság
A 2009-es magyar tekebajnokság a hetvenegyedik magyar bajnokság volt. A bajnokságot május 9. és 10. között rendezték meg, a férfiakét Szegeden, a nőkét Andráshidán.

## Eredmények
| Versenyszám            | Arany                                             | Arany | Ezüst                                          | Ezüst | Bronz                                     | Bronz |
| ---------------------- | ------------------------------------------------- | ----- | ---------------------------------------------- | ----- | ----------------------------------------- | ----- |
| Férfi napi egyéni      | Kakuk Levente Szegedi TE                          | 671   | Karsai László Szegedi TE                       | 651   | Farkas Sándor Zalaegerszegi TK            | 646   |
| Férfi páros            | Kakuk Levente, Karsai László Szegedi TE           | 1308  | Farkas Sándor, Németh Csongor Zalaegerszegi TK | 1258  | Kiss Norbert, Földesi Zsolt Szegedi TE    | 1257  |
| Férfi összetett egyéni | Kakuk Levente Szegedi TE                          | 1337  | Kiss Tamás Zalaegerszegi TK                    | 1302  | Karsai László Szegedi TE                  | 1293  |
| Női napi egyéni        | Drajkó Gabriella BKV Előre                        | 608   | Drajkó Imréné BKV Előre                        | 596   | Bogoly Andrea DKV Schlaining              | 594   |
| Női páros              | Horváth Katalin, Nemes Irén Zalaegerszegi TE-ZÁÉV | 1233  | Kiss Melinda, Sass Edit Köszolg SC             | 1220  | Drajkó Imréné, Drajkó Gabriella BKV Előre | 1208  |
| Női összetett egyéni   | Nemes Irén Zalaegerszegi TE-ZÁÉV                  | 1225  | Drajkó Gabriella BKV Előre                     | 1224  | Bogoly Andrea DKV Schlaining              | 1198  |